# Nova Kapela (Dubrava)
Nova Kapela is een plaats in de gemeente Dubrava in de Kroatische provincie Zagreb. De plaats telt 279 inwoners (2001).